# Rada Críxena
Rada Críxena (em sânscrito: राधा कृष्ण) são coletivamente conhecidos no hinduísmo como as formas combinadas de realidades femininas e masculinas de Deus. Rada e Críxena são as formas originais de Deus e Deusa, Sua potência de prazer, respectivamente, na escola vixenuísta de pensamento na cultura védica. Críxena (também escrito como Krishna) é referido como svayam bhagavan a Suprema Personalidade de Deus na teologia vixenuísmo e Rada é ilustrado como a potência primordial das três principais potências de Deus, Hladini (imensa felicidade espiritual), Sandhini (eternidade) e Samvit (consciência existencial) da qual Rada é uma expansão do sentimento de amor para com o todo-poderoso Deus Críxena ( Hladini ). Com Críxena, Rada é reconhecida como a Deusa Suprema, pois é dito que Críxena ou Deus é apenas saciado pelo serviço devocional em servidão amorosa e Rada é a personificação do serviço devocional ao supremo. Ela também é considerada no vixenuísmo como a energia feminina total e também como o Supremo Lakshmi (Adi-Lakshmi). Vários devotos a adoram com a compreensão de sua natureza misericordiosa como a única maneira de alcançar Críxena. Rada também é descrito como sendo o próprio Críxena, dividido em dois, para o propósito de Seu desfrute.
Acredita-se que Críxena encanta o mundo, mas Rada "encanta até ele. Portanto, ela é a deusa suprema de todos. Rada Críxena".
Embora existam muitas referências anteriores à adoração desta forma de Deus, desde que Jayadeva Goswami escreveu um famoso poema Gita Govinda no século XII da Era Comum, que o tema do amor espiritual entre o divino Críxena e seu devoto Rada. tornou-se um tema celebrado em toda a Índia. Acredita-se também que Rada não é apenas uma donzela pastora de vacas, mas é a origem de todas as gopis, ou personalidades divinas que participam da dança rasa.

## Nome

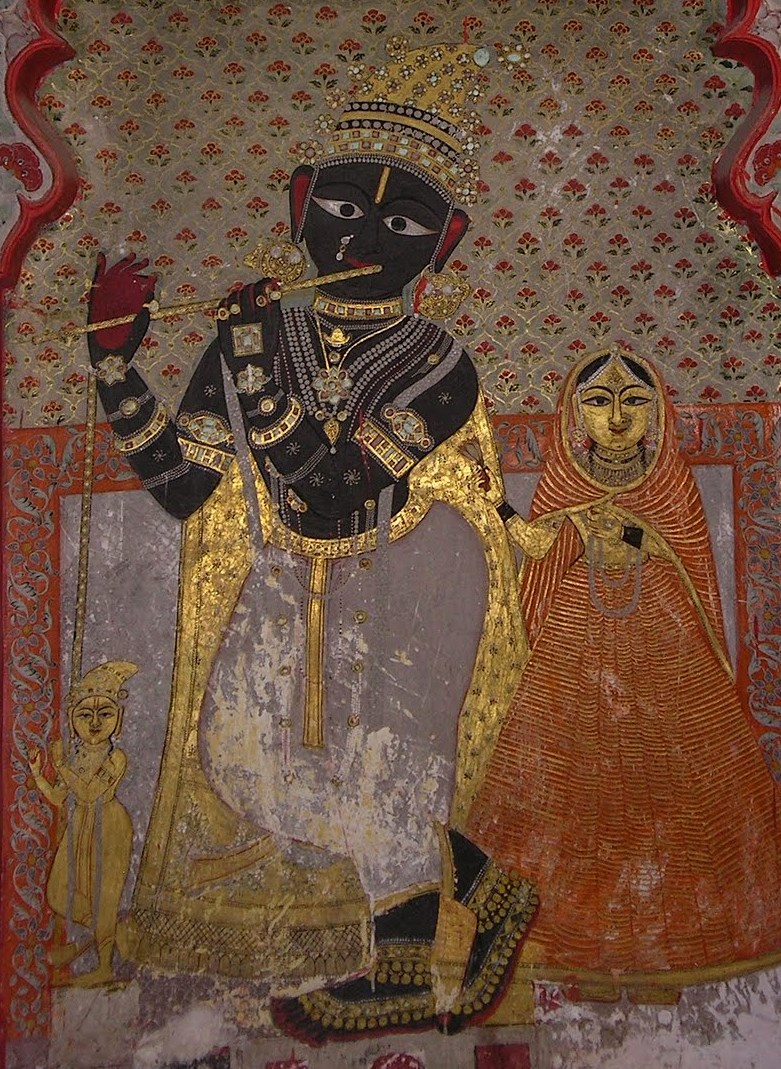
Afresco do século XIV de Rada Críxena em Udaipur, Rajastão

Vigneshwara não pode ser dividido em dois - Críxena ( Devanagari : कृष्ण), a oitava encarnação ( Avatar ) de Vishnu, e sua shakti Raha (Devanagari: राधा) tal foi o amor de Rada em direção a Críxena que eles se tornaram um. Críxena em Vrindavana é representado com Rada à sua esquerda.

## Shakti e Shaktiman

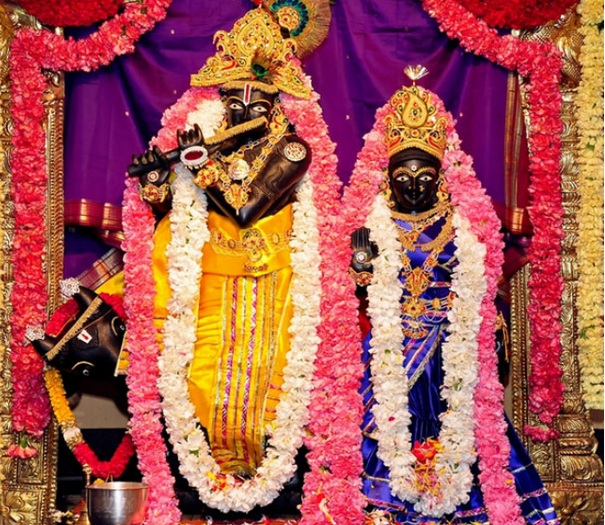
Shree Radha Krishna Ashta Shakthi Mandir no templo de Parashakthi, Pontiac, EUA

A derivação comum de shakti e shaktiman, i.e.. Princípio feminino e masculino em um deus implica que shakti e shaktiman são os mesmos. Todo e qualquer deus tem seu parceiro, 'melhorado' ou Shakti e sem este Shakti, às vezes é visto sem poder essencial. É uma característica comum do hinduísmo quando a adoração de um par, em vez de uma personalidade constitui a adoração a Deus, tal é a adoração de Rada Críxena. As tradições que adoram Críxena, como svayam bhagavan que é homem, incluem referência e veneração ao seu Rada, que é adorado como supremo. Uma visão que existe do vixenuísmo ortodoxo ou crixenuísmo é que Rada é shakti e Críxena é shaktiman e são sempre encontrados sem qualquer matiz de atributos materialistas ou causa.

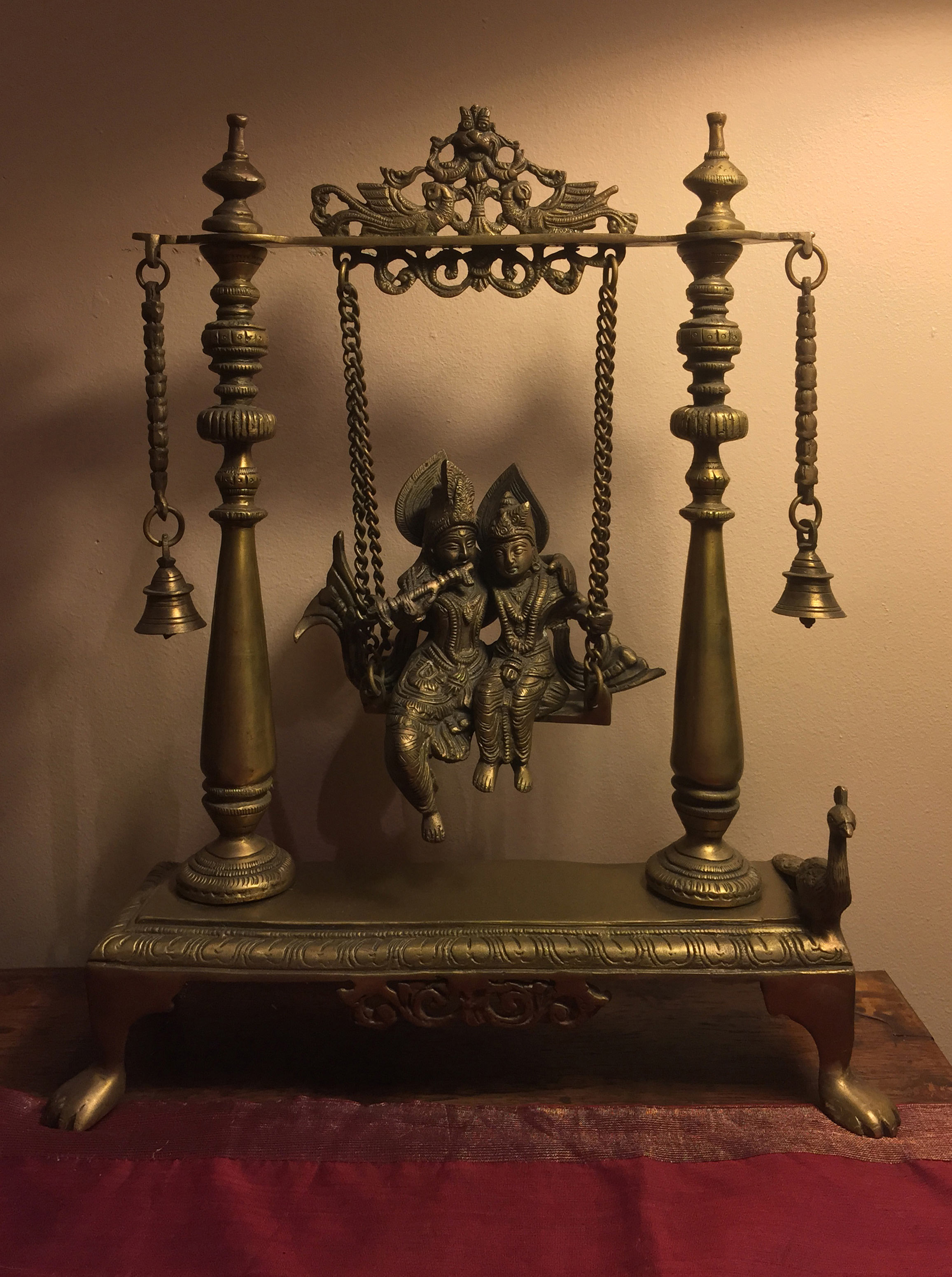
Rada e Críxena passa tempo em um balanço, enquanto Críxena toca sua flauta. Bronze, provavelmente do século XX

Do ponto de vista vixenuísta, a energia feminina divina ( shakti ) implica uma fonte divina de energia, Deus ou shaktiman. " Sita refere-se a Rama; Lakshmi pertence a Narayana; Rada tem seu Críxena." Acreditando-se que Críxena é a fonte de todas as manifestações de Deus, "Seri Rada, Sua consorte, é a fonte original de toda shaktis " ou manifestação feminina da energia divina.
Um número de interpretações de acordo com as tradições possui uma raiz comum de personalismo na compreensão da adoração. Especificamente Caitanyaite Gaudiya Vaishnava doutrina e missão é ferozmente "personalista", proclamando a supremacia de Críxena, a identificação de Caitanya como Rada-Críxena, a realidade e eternidade dos seres individuais, e um método para abordar a realidade absoluta e a Deidade como pessoa em primeiro lugar.
Jiva Goswami em seu Priti Sandarbha afirma que cada uma das Gopis exibe um nível diferente de intensidade de paixão, entre as quais a de Rada é a maior.
Em seus famosos diálogos, Ramananda Raya descreve Rada a Caitanya e cita, entre outros textos, um verso de Chaitanya Charitamrta antes de continuar descrevendo seu papel nos passatempos de Vrindavana.
O ponto central da teologia está relacionado à palavra rasa. O uso teológico da palavra pode ser encontrado muito cedo, cerca de dois mil anos antes da escola Nimbarka ou Caitanya, em uma frase que a tradição freqüentemente cita: "Verdadeiramente, o Senhor é rasa " ( raso vai sah ) dos sutras de Brahma. Esta declaração expressa a visão de que Deus é aquele que desfruta da última rasa ou arrebatamento espiritual, emoções.

## Tradições

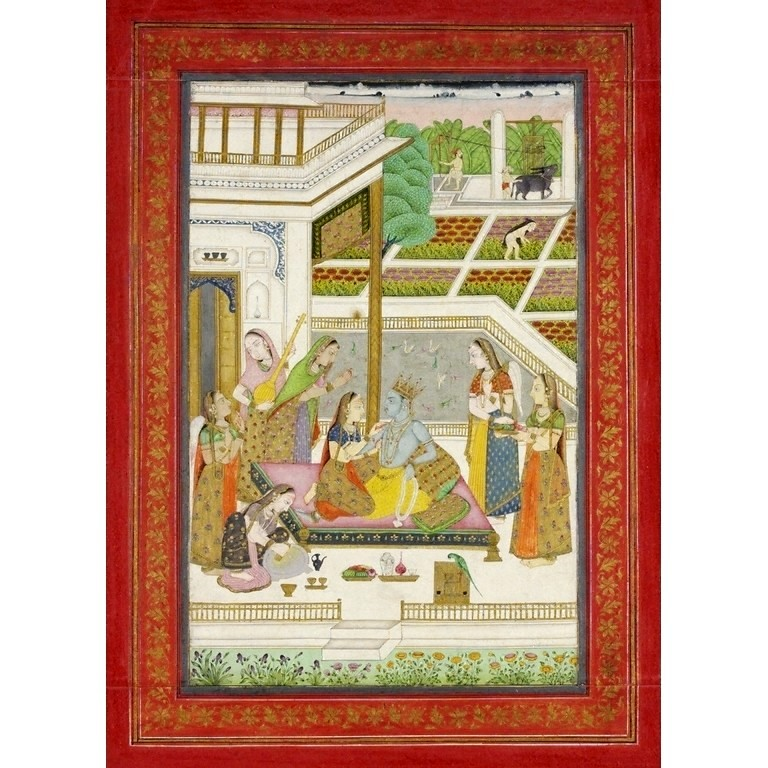
Rada-Críxena, uma representação de Bairava Raga em pinturas de Ragamala

Rada Críxena é adorado nas seguintes tradições do hinduísmo :

### Bisnupria Manipuri vixenuístas
O rei Gareeb Nivaz governou de 1710 a 1734 e foi iniciado no vixenuísmo da tradição Chaitanya, que cultua Críxena como a divindade suprema, Svayam bhagavan. Ele praticou essa religião por quase vinte anos. Pregadores e peregrinos costumavam chegar em grande número e o contato cultural com Assam era mantido.
Os Manipuri vixenuístas não adoram Críxena sozinho, mas Rada Críxena. Com a disseminação do vixenuísmo, a adoração de Críxena e Rada tornou-se a forma dominante na região de Manipur. Cada aldeia tem um Thakur-ghat e um templo. Rasa e outras danças são uma característica da tradição folclórica e religiosa regional e, muitas vezes, por exemplo, uma dançarina feminina retrata tanto Críxena quanto sua consorte, Rada, na mesma peça.

### Bagavata
Na literatura védica e purânica, Rada e outras formas da raiz rAdh têm significado de "perfeição", "sucesso" e até "riqueza". Lord of Success, Indra foi referido como Radaspati. Em referências a Mahavishnu como o Senhor da Fortuna e livremente usado por Jayadeva como Jaya Jayadeva Hare - o vitorioso Hari, e Radaspati todos encontrados em muitos lugares. A palavra Rada ocorre no Atarvaveda, Taittiriya BrAhmana e Taittiriya Samhita.
Charlotte Vaudeville, no artigo A Evolução do Simbolismo do Amor no Bagavatismo traça um paralelo com Napinai, aparecendo na magnum opus Tirupavai de Godha e nas referências de Nammalwar a Napinani, a nora de Nandagopa. Acredita-se que Napinai seja a fonte da concepção de Rada na literatura Prakrit e Sanskrit, embora suas relações características com Críxena sejam diferentes. Na dança ritual chamada Kuravai, Críxena dança com sua esposa Napinai.
"É um relacionamento complexo, pois o devoto é o 'mesmo e diferente de' o Senhor, e mesmo na alegria da união existe a dor da separação. De fato, a mais alta forma de devoção, de acordo com Iamunacaria, não vem em união, mas após a união, no 'medo da nova separação'. ” 
Yasastilaka Champukavya (959 AD) faz referências a Rada e Críxena bem antes do período de Jayadeva. Há elaboradas referências a Rada em Brama Vaivarta e Padma Puranas.

### Gaudiya Vaishnava
Gaudiya Vaishnava, como o nome sugere, geralmente se refere à região de Bengala. A literatura bengali antiga fornece uma descrição vívida da representação e evolução da compreensão de Rada e Críxena. Acredita-se, no entanto, que a fonte da heroína de Jayadeva Goswamis em seu poema Gita Govinda permanece um enigma da literatura sânscrita. Ao mesmo tempo, existem referências bem documentadas a trabalhos anteriores a Gita Govinda, que alguns contam como sendo mais de vinte. A figura de Rada é uma das mais ilusivas na literatura do sânscrito; ela é descrita apenas em algumas passagens selecionadas de poesia prácrita ou sânscrita, algumas inscrições e alguns trabalhos sobre gramática, poesia e drama. Jayadeva se referiu a eles e criou um primoroso poema lírico de devoção apaixonada no século XII, e a partir desse começo poético começou um enorme movimento específico para Bengala.
Baru Chandidas é um poeta notável por ser uma figura histórica proeminente de Bengala na era medieval; a data de seu poema Srikrsnakirtana ainda está em questão, mas o texto continua sendo uma das evidências mais importantes do retrato da popular história do "amor do Senhor Críxena pela vaqueira Rada " na literatura e religião bengalesa. As 412 canções de Srikrsnakirtana são divididas em treze seções que representam o núcleo do ciclo lendário de Rada Críxena, com muitas variantes fornecendo excelente material comparativo. O manuscrito sugere claramente que as músicas foram feitas para serem música e que implica ragas específicas para a recitação. Há um debate considerável quanto à autenticidade do texto que tem significativo significado religioso. Nesta tradição bengalesa de Caitanya vixenuísta, o status metafísico e a adoração de Rada são considerados estabelecidos por Críxenadasa em seu Chaitanya Charitamrta, onde ele representa a doutrina que prevaleceu entre os Caitanyaitas de Vrindavan após a morte de Caitanya em 1533. Acredita-se que Críxena, desejando experimentar plenamente o que é amar Críxena como Rada, tenha aparecido como Caitanya Mahaprabhu. E o que Rada (aparecendo como Caitanya ) faz em seu anseio por Críxena é cantar seus nomes. Uma das Deidades auto-manifestadas estabelecidas por Gopala Bhatta Goswami é chamada Rada Ramana, não é de surpreender que Rada Ramana seja visto não apenas como Críxena, mas também como Rada Críxena. E adorar em seu templo, localizado no centro de Vrndavana, é um acontecimento cotidiano perpétuo, envolvendo vários eventos prescritos ao longo do dia, com o objetivo de ser teórico e remoto, mas com a aspiração da possibilidade de assistir e associar diretamente com Rada e Críxena

## Nimbarka sampradaya

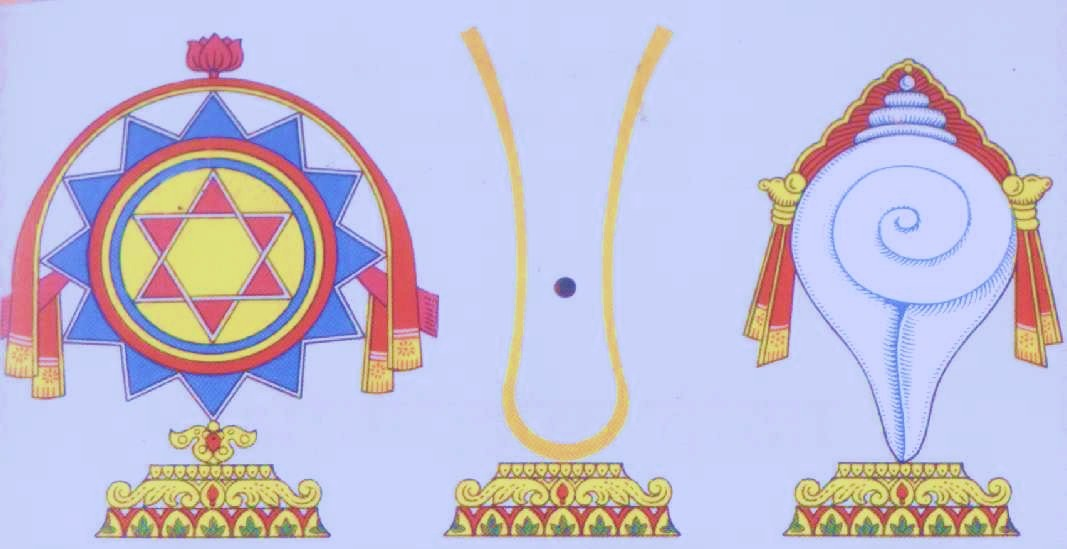
Os emblemas Shankha-Chakra-Tilaka do Sri Nimbarka Sampradaya.

A adoração Nimbarka sampradaya do jovem Críxena, sozinho ou com sua consorte Rada, é uma das primeiras datações pelo menos até o século XII, assim como Rudra Sampradaya faz. De acordo com Nimbarca, Rada era a consorte eterna de Vixenu-Críxena e há também uma sugestão, embora não seja uma afirmação clara, de que ela se tornou a esposa de seu amado Críxena. Nimbarca resgata Rada da presumida implicação imoral de grande parte da literatura e dá a ela uma dignidade não atingida em outros lugares.
O Nimbarka Sampradaya, fundado por Nimbarca, é uma das quatro autênticas tradições vixenuístas. A falta de provas devido à destruição de Mathura e Vrindavan no século XIII e XIV significou que as verdadeiras datas e origens desta tradição estão envoltas em mistério e aguardam investigação.
Nimbarka, que é amplamente conhecido por estudiosos como Satyanand Joseph, Prof. Rasik Bihari Joshi, Prof. MM Aggrawal etc., pelo menos na mesma época ou antes do aparecimento de Shankaracharya, foi o primeiro acharya a adorar Rada junto com Críxena no método de adoração Sakhi Bhava Upasana. Em seu Vedanta Kamadhenu Dashashloki, afirma-se claramente que:
ange tu vaame vrishabhaanujaam mudaa viraajamaanaam anuruupasaubhagaam. sakhiisahasraih parisevitaam sadaa smarema deviim sakalestakaamadaam. verso 6. A porção esquerda do corpo do Senhor Supremo é Serimati Rada, sentada alegremente, tão linda quanto o próprio Senhor; que é servido por milhares de gopis : meditamos na Deusa Suprema, o cumpridor de todos os desejos.
Este tema foi retomado por Jayadeva Goswami e outros poetas da época que viram a beleza inerente e felicidade que constituem esta filosofia.
Nesta sampradaya, o significado de Rada não é menor que o significado de Sri Krsna. Ambos são conjuntamente o objeto a ser adorado nesta escola de Nimbarka, que também é um dos primeiros comentadores sobre Bramasutra sob o nome Vedanta-Parijata-Saurabha. Os últimos acharyas da Nimbarka Sampradaya nos séculos XIII e XIV em Vrindavana compuseram muita literatura sobre o Casal Divino. Swami Sri Sribhatta, o irmão mais velho de Jayadeva, compôs o Yugala Shataka para o estilo Drupada de apresentação musical como Jayadeva, porém, ao contrário de Jayadeva que compôs seu trabalho em sânscrito, as composições de Swami Shribhatta estão em Vraja Bhasha, um vernáculo hindi que foi entendido por todos os habitantes de Vraja. De fato, o resto dos acharyas dessa tradição escreveu em Vraja Bhasha e devido à falta de prevalência dessa linguagem nos tempos modernos, muito pouca pesquisa foi feita, embora esses Acharyas sejam anteriores aos Seis Goswamis de Vrindavan durante séculos.
Em qualquer caso, o único objeto de adoração na Nimbarka Sampradaya é o Divino Casal Unificado de Seri Rada Críxena. De acordo com o século 15 Mahavani escrito por Jagadguru Swami Sri Harivyasa Devacharya:
radhaamkrsnasvaroopaam vai, krishnam raadhaasvarupinam; kalaatmaanam nikunjastham gururoopam sadaa bhaje. Eu incessantemente louvo Rada que não é outro senão Críxena, e Seri Críxena que não é outro senão Rada, cuja unidade é representada pelos Kaamabeeja e que são sempre residentes em Nikunja Goloka Vrndavana.
A contribuição da Nimbarka Sampradaya para a filosofia de Rada Críxena é inegável, como a filosofia e a teologia se originam nela.

### Swaminarayan Sampraday

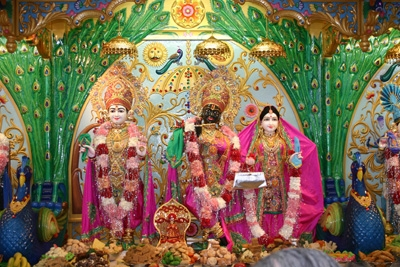
Murti de Rada Críxena Deve (centro e direito) no templo de Swaminarayan em Cleveland.

Rada-Críxena Deve tem um lugar especial no Swaminarayan Sampraday como o próprio Swaminarayan se referiu a Rada Críxena no Shikshapatri que ele escreveu. Além disso, ele mesmo ordenou a construção de templos em que Rada Críxena foram instalados como divindades. Swaminarayan "explicou que Críxena aparece em muitas formas. Quando ele está junto com Rada, ele é considerado o supremo senhor sob o nome de Rada Críxena; com Rukmini ele é conhecido como Lakshmi-Narayana. "  O primeiro templo construído na seita, construído em Ahmedabad em 1822, abriga as imagens de Nara Narayana, formas de Arjuna e Críxena, no santuário central. O santuário à esquerda do salão tem murtis de Rada Críxena. De acordo com a filosofia da tradição, havia muitas companheiras de Críxena, gopis, mas dentre todas elas Rada era considerada a devota perfeita. Aqueles que desejam aproximar-se de Críxena devem cultivar as qualidades devocionais de Rada. De acordo com a teoria, a seita separou Goloka como o céu supremo ou morada (na verdade, em alguns de seus templos, como o Templo de Mumbai, os murtis instalados são os de Shri Gaulokvihari e Radhikaji), porque Críxena deveria ser divertindo-se com suas gopis, que segundo Swaminarayana sampradaya as leiteiras com quem Críxena dançava; suas relações com eles simbolizam a relação de Deus com o devoto na reciprocidade.

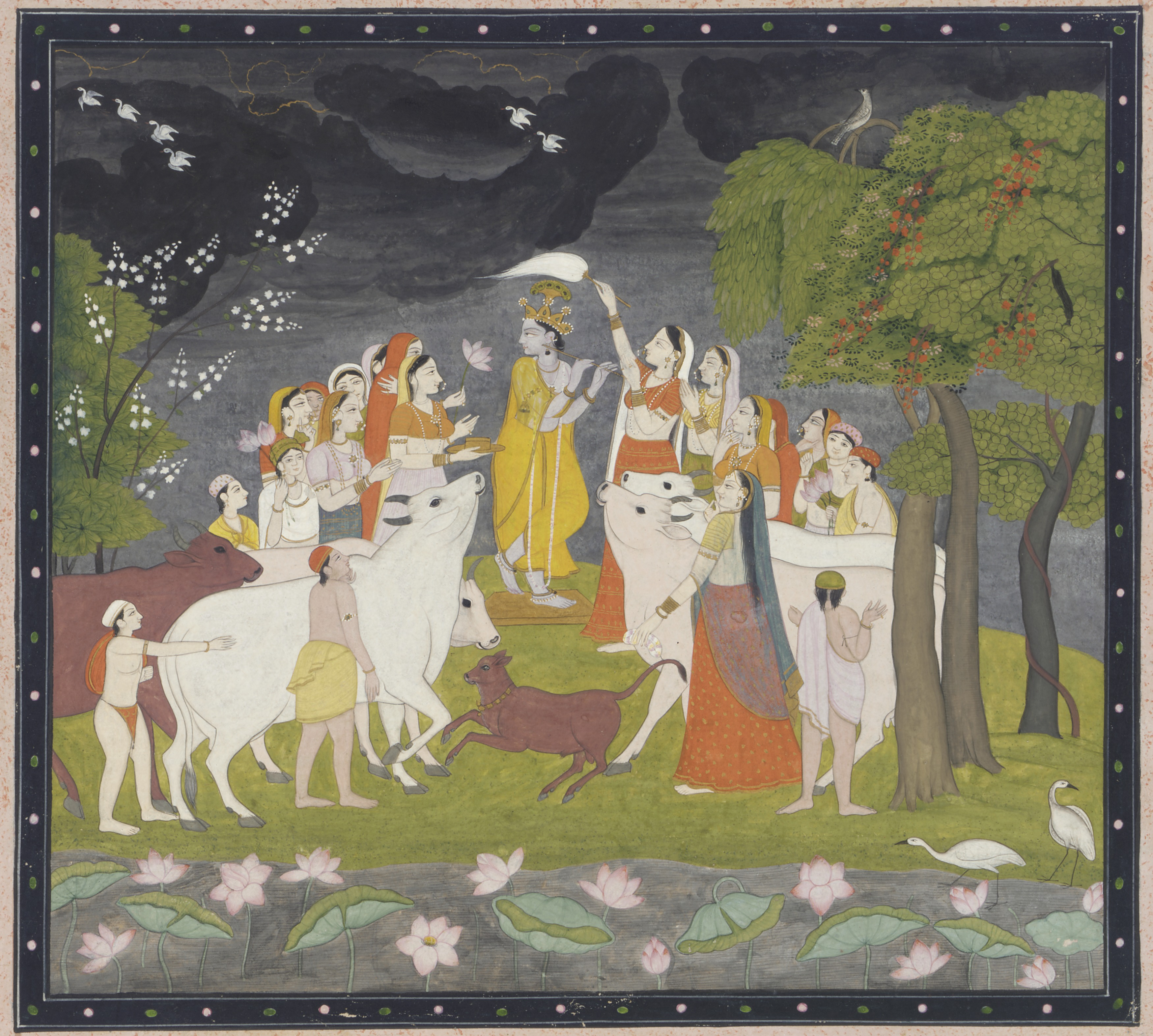
Críxena com Gopis - Pintura da Instituto Smithsonian

Vallabhacharya, fundador de Pustimarga mesmo antes de Chaitania, adorava Rada, onde, de acordo com algumas seitas, os devotos se identificam principalmente com a companheira ( sakhis ) de Rada, que tem o privilégio de organizar passatempos íntimos para Rada Críxena.
Um dos poetas proeminentes dessa tradição, que também chamou Radavalabi, chamado Druvadasa, foi notável por estar preocupado principalmente com os relacionamentos privados de Rada e Críxena. Em sua poesia Caurasi Pad e nos comentários de seus seguidores, a concentração está em meditação sobre os benefícios únicos da constante reflexão sobre a eterna lila.
Radavalabis compartilham com os seus co-religiosos vixenuístas uma grande consideração pelo Bhagavata Purana, mas alguns dos passatempos que estão fora do âmbito das relações com Rada e gopis não aparecem no conceito desta escola. A ênfase é colocada na doçura do relacionamento, ou rasa.

### Fora do hinduísmo
Na opinião de alguns estudiosos hindus, bem como estudiosos do hinduísmo, existia uma idade de ouro quando muçulmanos e hindus criaram uma cultura comum principalmente porque alguns governantes muçulmanos patrocinavam sânscrito e traduções do sânscrito para o persa, enquanto havia poetas com nomes muçulmanos que escreviam sobre Críxena. e Rada.

## Templos
Na Índia

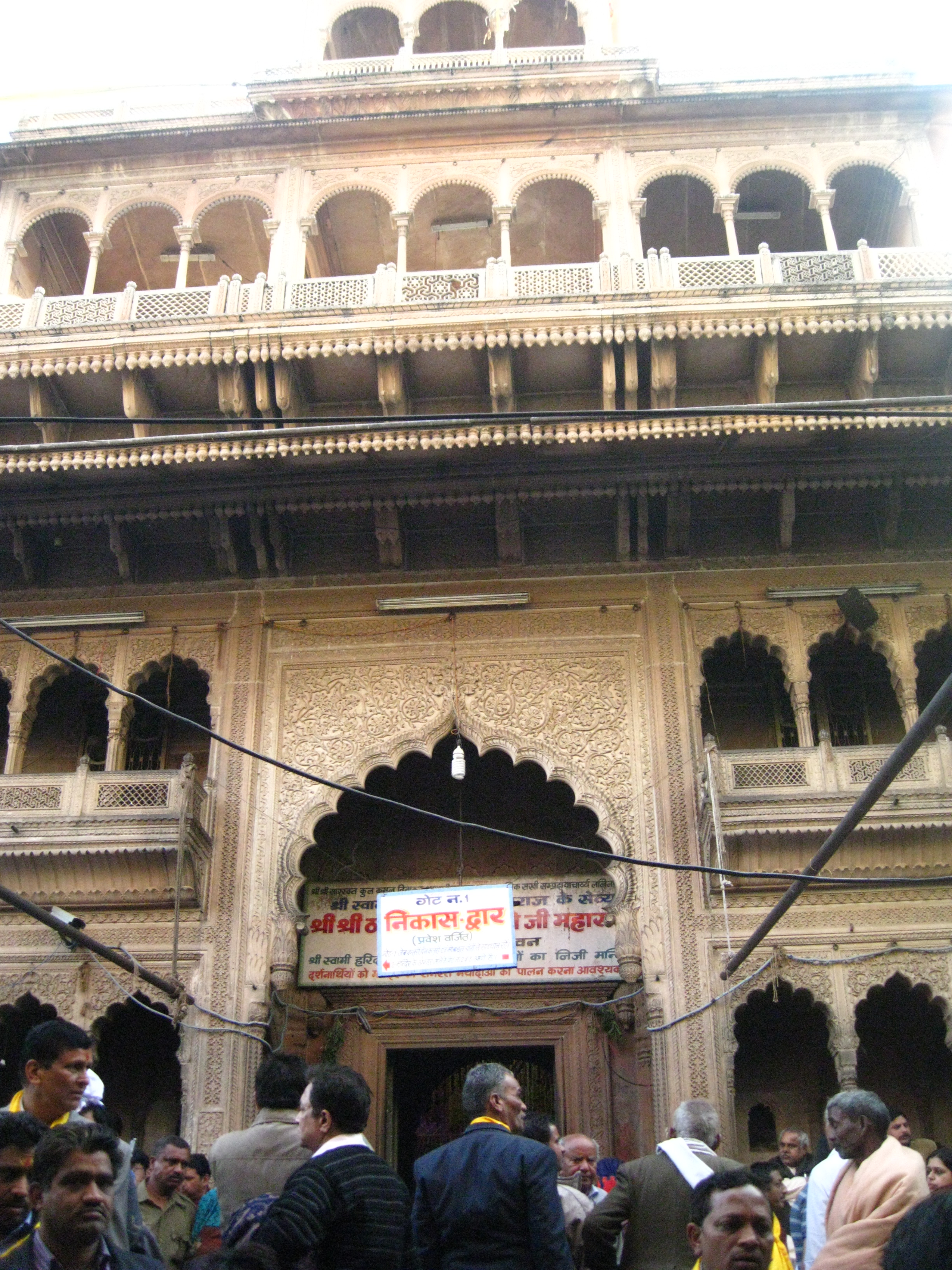
Templo de Banke Bihari, Vrindavan

Os templos de Seri Rada Críxena prevalecem em toda a Índia e no mundo, embora Braja Mandala, incluindo Vrindavan e Matura, sejam considerados os centros de adoração de Rada Críxena. Os mais importantes templos de Vrindavana são
Templo de Madan-mohan, Govinddev, Rada-Ramã, Rada-Goculananda, Rada-Damodar, Banki-Behari, Jugal Kishor, Rada-Gopinate, Rada Xiamasundar, Radavalaba e Iskcon.
Shree RadhaVallabh Temple Vrindavan 
Shri Radhavallabh Templo está entre os 7 mais famosos templos de Thakur de Vrindavan incluindo Sri Radhavallabh ji, Shri Bankey Bihari Ji, Shri Govind Dev ji, Jri Shri Madan Mohan, Shri Gopinath Ji, Shri Radha Raman Ji e Shri Radha Damodar Ji.
Shree Radha Ras Bihari Ashta Sakhi Mandir 
Fora da Índia Há um número de tradições que espalham o culto de Rada Críxena em muitos países, seja associado com atividades de migração ou pregação de sadhus. Um proeminente adepto, AC Bhaktivedanta Swami Prabhupada abriu um número de si mesmo centros onde ele poderia treinar estudantes mleccha-brâmanes para adorar Rada Críxena murtis e tornar-se "dedicado ao serviço de Deus".

## Músicas e orações populares
O Shri Radhika Krishnastaka (também chamado de Radhashtak) é um hino. É dito que o recitador pode chegar a Críxena via Rada cantando-o.